# Dalla Cina con furore
(Chen)
Dalla Cina con furore  è un film del 1972 diretto da Lo Wei.
Il film, il cui titolo originale significa "la scuola Jing Wu", riscosse un enorme successo sin dalla sua uscita ad Hong Kong. La figura di Chen Jeh che, moderno eroe cavalleresco, combatte stoicamente contro l'invasore straniero (sia giapponese che occidentale) trovò l'approvazione del pubblico cinese, che nel personaggio ritrovò l'orgoglio nazionale e vide finalmente riconosciute le pene subìte per mano straniera.
Il riferimento ad un fatto reale come la morte misteriosa del famoso maestro Huo Yuanjia non ha la forza dell'altro fatto reale: il cartello discriminante che vieta l'accesso "ai cani ed ai cinesi" in un giardino pubblico. Il film fu scritto da Ni Kuang, il più prolifico ed abile sceneggiatore del filone, anche se nei titoli fu accreditato al solo regista.
Seguendo l'onda del successo altri film vollero seguirne le orme, come Bruce Lee: l'ira del drago colpisce anche l'Occidente (Bruce Lee's Greatest Revenge, 1978), che denunciava ancora le violenze dell'oppressione giapponese, ma si trattò per lo più di mediocri operazioni d'imitazione.

## Trama
Nella Shanghai del 1910 muore misteriosamente il maestro di arti marziali Huo Yuanjia, fondatore della scuola Jingwu Tiyu Hui di kung fu. Il suo allievo migliore, Chen, è sconvolto dall'avvenimento e sospetta che la morte del maestro sia stata opera degli invasori giapponesi. I suoi sospetti aumentano quando i rappresentanti di una scuola giapponese di judo e jujitsu (nella scena del primo combattimento di Lee contro i giapponesi è ben evidente una foto di Jigoro Kano e la scritta in giapponese "Kitô-Ryu", antica scuola di jujitsu da cui nacque il moderno judo) si presentano al funerale di Huo Yuanjia, portando un cartello infamante dedicato alla scuola Jing Wu con la scritta "Marionette dell'Asia". Il fatto increscioso scatenerà la rabbia di Chen, che farà di tutto per vendicare il proprio maestro. Dopo aver sconfitto l'intera scuola giapponese, Chen trova la conferma dei suoi sospetti, scoprendo che il cuoco della sua scuola e il suo aiutante sono in combutta con i giapponesi, e che il maestro è stato avvelenato con dei biscotti avvelenati.
Dopo aver ucciso loro e in seguito Wu, un cinese rinnegato che lavora come interprete alla scuola giapponese ed è stato l'organizzatore materiale del complotto, Chen si recherà alla scuola di jujitsu e lì ucciderà Suzuki, maestro degli avversari, il suo vice e un campione di lotta russo, suo ospite. Tornato alla sua scuola scoprirà che questa è stata vittima di una rappresaglia e i suoi compagni sono stati quasi tutti uccisi, tranne un gruppetto che era uscito per cercare proprio Chen. A quel punto arriverà la polizia con l'intenzione di arrestare tutti i superstiti. Chen allora, per salvare i compagni, si consegnerà alla polizia, dietro la promessa che in cambio i giapponesi lasceranno in pace la scuola di Yuanjia.
Infine il protagonista, incitato (a salvarsi) da una folla di cinesi, con un calcio volante attacca dei poliziotti armati di fucili, giunti per arrestarlo. L'immagine si blocca sul suo calcio volante, mentre in sottofondo si sentono i colpi dei fucili.

## Distribuzione
Il film, la cui produzione iniziò il 17 ottobre 1971, uscì il 22 marzo 1972 ad Hong Kong, dove registrò oltre 4 milioni di dollari locali, sancendo un record storico che si ripeterà in tutta l'Asia; arrivò il 1 marzo 1973 a Roma, in Italia, dove incassò oltre 440 milioni di lire nelle sole prime visioni. Un buon incasso, anche se nettamente inferiore al quasi coevo Cinque dita di violenza (il quale sfiorò il miliardo nelle sale italiane, ma che curiosamente non entrò nemmeno in top ten ad Hong Kong). Negli anni però il film con Lee tornò nei cinema italiani più volte fino al 1981, prima di essere venduto alla televisione. È il primo film di Kung-Fu con Bruce Lee protagonista uscito in Occidente, ma in realtà il secondo che questi girò a Hong Kong, dove lo precedette Il furore della Cina colpisce ancora nel 1971, che invece uscì in Italia come se fosse un sequel.
Stessa sorte distributiva ebbe in USA, dove uscì come The Chinese Connection, sulla scia del più noto The French Connection di William Friedkin. In realtà, si trattò di un errore della distribuzione americana, la National General, poiché Chinese Connection era il titolo previsto per il suddetto Il furore della Cina colpisce ancora, giacché trattava di traffico di droga come il film di Friedkin, mentre Dalla Cina con furore avrebbe dovuto intitolarsi Fists of Fury, con una "s" finale in più rispetto al titolo inglese di Hong Kong. I titoli USA furono così invertiti, come pure la loro uscita. Entrambi segnarono grandi incassi, soprattutto nelle città con un'elevata percentuale di Cinesi e Afroamericani. In Francia uscì come La Fureur de vaincre ed ebbe un impatto sensazionale che si ripeté in ogni paese del mondo ove poté uscire.
Ristampato più volte in videocassetta per il mercato home video, il film vede la prima apparizione in Italia nel formato DVD nel 2000, in un prodotto di bassa fattura. Nel 2003, invece, in occasione del trentennale della morte di Bruce Lee, il film è stato rimasterizzato, restaurato e presentato in un'edizione di alta qualità.
Il titolo italiano fu scelto dalla Titanus di Goffredo Lombardo, la società che lo distribuì, probabilmente ispirandosi al più vecchio Agente 077 dall'Oriente con furore, uno spy-movie italiano del 1965 a sua volta palesemente ispirato al James Bond di A 007, dalla Russia con amore.

## Sequel, remake e impatto culturale
Essendo presto diventato fenomeno di culto, il film vide nascere diversi sequel apocrifi e non che poco hanno a che vedere con la sua qualità, risolvendosi spesso in operazioni commerciali limitate nel tempo e nelle idee. Il fenomeno, dopo la morte dello stesso Lee, prese il nome di "Bruceploitation".
Uscirono così Il ritorno di Palma d'Acciaio alias Fist of Fury II (She nu yu chao, 1978) interpretato da Ho Chung Tao (col nome d'arte di Bruce Li), il più credibile dei vari "sosia" di Bruce Lee. Lo stesso Bruce Li interpretò anche Fist of Fury III (1980). Curiosamente i film con costui, per quanto apocrifi e modesti, risultano comunque più riusciti del sequel ufficiale New Fist of Fury (Xin ching-wu men, 1976), diretto dallo stesso Lo Wei, regista del primo, ed interpretato dall'allora sconosciuto Jackie Chan (con lo pseudonimo di Sing Lung) con parte del cast originale.
Fra i sequel è da segnalare Fist of Fury: the Sequel (2001), diretto ed interpretato da un nome di spicco del cinema di arti marziali: Donnie Yen. Lo stesso attore veste i panni di Chen Zhen nel remake Fist of Fury del 1995, diretto da Lung Shiu-Kee per la televisione.
Altro remake degno di nota è Fist of Legend (Jing wu ying xiong, 1994), diretto da Gordon Chan ed interpretato da un altro nome illustre: Jet Li. Tecnicamente ricco ma tematicamente assai più modesto, questo remake ebbe tuttavia un successo limitato all'Asia e scarsa distribuzione nel mondo, fallendo il tentativo di fare di Jet Li ciò che l'originale aveva fatto con Bruce Lee (e ciò che Lee aveva fatto dell'originale), principalmente per l'assenza di un ruolo carismatico da protagonista, oltre che per un diverso finale demitizzante e sottotono. Il film ha la sua forza unicamente nella regia di Gordon Chan, nelle coreografie curate da Yuen Wo Ping e nell'apparizione del veterano Yasuaki Kurata, star dei kung-fu anni '70.
Nel 1991 il famoso comico cinese Stephen Chow, membro ufficiale del Bruce Lee Fan Club, interpretò alcune scene parodia del Bruce Lee di Dalla Cina con furore nel film Fist of Fury 1991 (新精武門1991 o Xin jing wu men 1991) di Joh Chung-Sing. In un altro suo film del 1999, The King of Comedy (喜劇之王 o Choi kek ji wong), lo stesso Chow interpreta la parodia della famosa scena del dojo, in cui Chen si vendica dei giapponesi. Ma, a parte i succitati film, non si contano le imitazioni, citazioni e parodie che Dalla Cina con furore ha generato nei decenni, soprattutto ad Hong Kong e Taiwan. Infatti, nella Repubblica Popolare Cinese il film fu distribuito solamente nei primi anni '80, quando la censura si ammorbidì ed iniziarono a circolare anche le pellicole di arti marziali di Hong Kong, che il governo di Pechino aveva dichiarato "decadenti e borghesi" fino a pochi anni prima. Paradossalmente, gli spettatori cinesi furono quindi tra gli ultimi a conoscere il più popolare personaggio cinematografico cinese di sempre.

## Le arti marziali nel film
Dalla Cina con furore gettò le basi strutturali per i successivi film di arti marziali dell'intergenere "rival schools". In esso si ritrova il combattimento a mani nude, rilanciato nel cinema di Hong Kong nel 1970 dal film di e con Wang Yu, The Chinese Boxer (che arriverà in Italia dopo "Dalla Cina con furore", col titolo La morte nella mano), e sancito in The Big Boss, in Italia Il furore della Cina colpisce ancora, così come si trova un'invadente fisicità corporale del protagonista. L'unico predecessore illustre che anticipò il filone in occidente fu Cinque dita di violenza, uscito poche settimane prima, nei primi mesi del 1973.
L'innovazione di Bruce Lee fu quella di dare un forte spessore carismatico ai suoi personaggi. Il suo Chen Jeh non è un semplice protagonista di una storia come tante, ma è l'Eroe, il "buono" a cui tutti devono guardare per capire le sue scelte. Su un piano puramente filosofico ed etico, il suo Chen è la negazione delle virtù di un vero marzialista, che sono tolleranza, compassione, umiltà: infatti Chen entra in azione di impulso, essendo incapace di elaborare il lutto per la morte del suo maestro, subito dopo i titoli di testa, scatenando una escalation di reciproci oltraggi che rischia di sfociare in una guerra. Questo tipo di personaggio aprirà la strada ad una nuova generazione di attori carismatici, come Fu Sheng, la cui fama resta soprattutto asiatica, od i più famosi (in Occidente) Jackie Chan, Donnie Yen e Jet Li, tutti coinvolti in remake e sequel di Dalla Cina con furore che non ebbero però il successo dell'originale.
Da notare poi il fatto che nel film viene mostrato per la prima volta sul grande schermo l'uso di un nunchaku, strumento agricolo conosciuto nella Cina medievale col nome di shuāng jié gùn, usato per battere il grano, formato da due bastoni corti uniti da una catena, che Lee aveva già usato in un episodio del serial TV The Green Hornet, negli anni '60.
La coreografia dei combattimenti venne affidata, oltre che a Bruce Lee stesso in tutte le scene che lo coinvolgono, anche ad Han Ying-chieh, attivissimo maestro d'armi che diresse tutte le scene d'azione in cui Lee non compare e che aveva già curato Il furore della Cina colpisce ancora; Han si ritaglia anche un piccolo ruolo come assistente del cuoco della scuola.
Il nome del protagonista ricorda molto quello di uno degli allievi reali di Huo Yuanjia, cioè Chen Gongzhe (陳公哲), oltre che praticante, storico delle arti marziali cinesi, fermamente convinto della teoria dell'avvelenamento del proprio maestro.